# 穿越時空愛上你
是一部2001年的浪漫喜剧奇幻电影，敘述一位從 1876 年穿越時空到現代的公爵，與一位紐約女性墜入情海的故事。該片由詹姆斯·曼高德執導，梅格·萊恩、休·傑克曼與李佛·薛伯領銜主演。

## 其他版本
DVD的總共包含兩種版本：原本118分鐘的劇院版，以及122分鐘的导演剪辑版。

## 電影配樂
電影原聲帶於2001年12月25日發行。

## 評價
在爛番茄上，根據126個評論，該片獲得了50%的指數，並提到：「雖然休‧傑克曼非常的迷人，梅格‧萊恩的表現卻枯燥無味、完全沒有驚喜；而穿越時空的情境也缺少邏輯性。」

## 獎項與提名
休·傑克曼獲得2001年金球獎最佳音樂及喜劇類電影男主角提名；而由史汀創作與演出的主題曲《Until...》也贏得金球獎最佳原創歌曲獎，並獲得奥斯卡最佳原创歌曲奖提名。

## 外部連結
- 官方网站
- 互联网电影数据库（IMDb）上《穿越時空愛上你》的资料（英文）
- AllMovie上《穿越時空愛上你》的资料（英文）
- 爛番茄上《Kate & Leopold》的資料（英文）
- Kate & Leopold at currentfilm.com DVD reviews
- Kate & Leopold Blu-Ray at National Lampoon's Director's Cut Blu-ray Review